# سوچیتتو
سوچیتتو (به اسپانیایی: Suchitoto) یک منطقهٔ مسکونی در السالوادور است که در Cuscatlán Department واقع شده‌است. سوچیتتو ۲۴٬۷۸۶ نفر جمعیت دارد و ۳۳۱ متر بالاتر از سطح دریا واقع شده‌است.